# Секретный кабинет

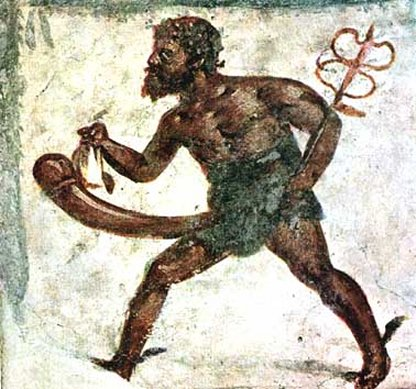
Т. н. «Приап с кадуцеем» (Секретный кабинет, Неаполь)

Секретный кабинет (Gabinetto Segreto) в Археологическом музее Неаполя — старейший в мире музей эротического искусства. В нём представлены преимущественно находки из Помпей и Геркуланума. 
Раскопки в Помпеях, прогремев на всю Европу, стали самым крупным археологическим проектом эпохи Просвещения и возродили в художественных кругах интерес к классицизму в искусстве. Сухая рациональность эстетики классицизма не вязалась со многими помпейскими находками, особенно сделанными в городском лупанарии. Среди «неудобных» для экспонирования предметов были фрески и надписи приапеи, гетеро- и гомосексуальные сцены, изображения зоофилии, домашняя утварь фаллической формы.

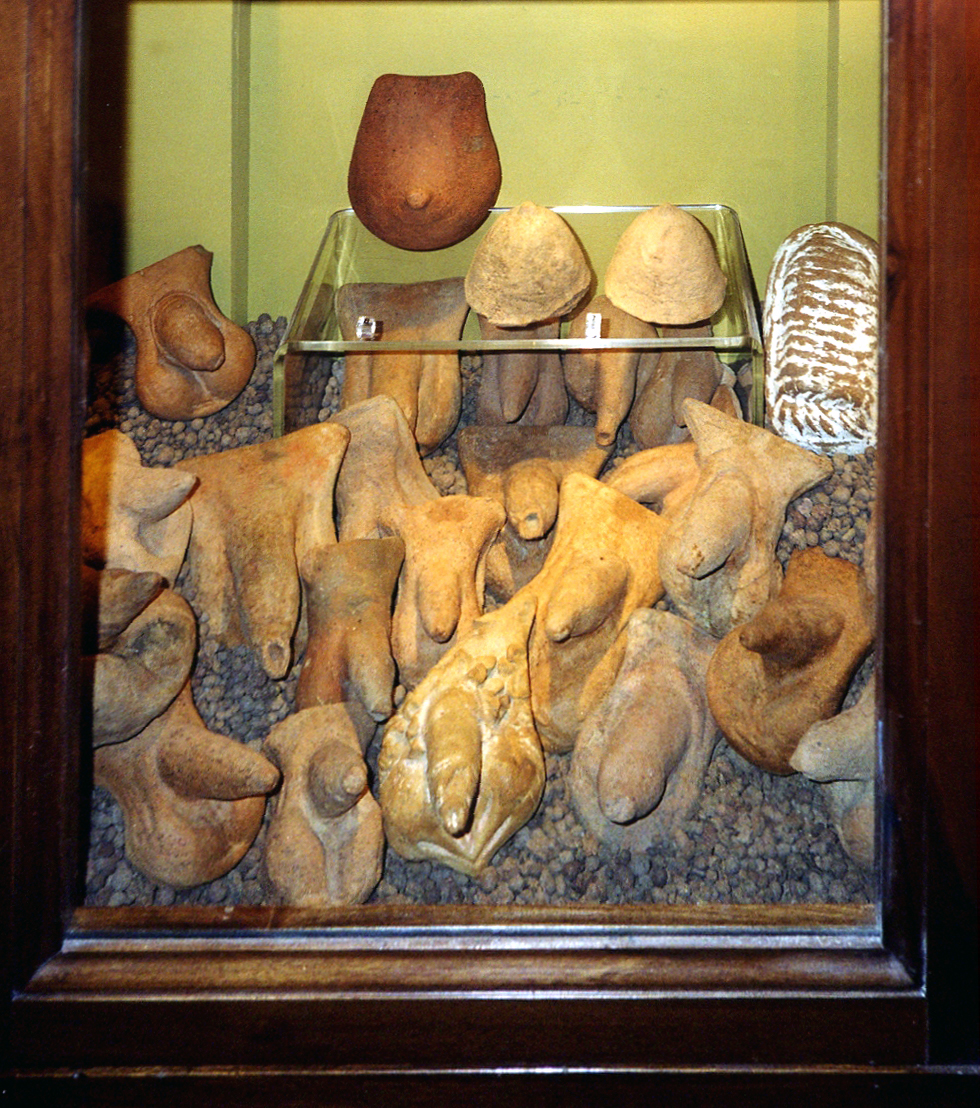
Вотивные предметы в Секретном кабинете

Учёные терялись в догадках о том, как поступить с помпейской «порнографией». Этот вопрос был решён в 1819 г. королём Франческо I, посетившим места раскопок в сопровождении супруги и дочери. Монарх был настолько возмущён увиденным, что потребовал увезти все «крамольные» предметы в столицу и запереть их в Секретном кабинете. В 1849 г. дверь в кабинет была заложена кирпичом, потом доступ в него был всё же открыт «лицам зрелого возраста и безупречной репутации». 
В самих Помпеях фрески, которые не подлежали демонтажу, но оскорбляли общественную нравственность, были прикрыты завесами, которые разрешалось приподнимать только за плату для лиц мужского пола. Эта практика существовала ещё в 1960-е годы. В конце 1960-х гг. была предпринята попытка «либерализации» выставочного режима и превращения Секретного кабинета в общедоступный музей, но она была пресечена консерваторами. Кабинет открывался для публики только на непродолжительное время.
Секретный кабинет как одно из последних проявлений цензуры воспринимался неоднозначно, а его содержание вызывало много толков. В 2000 году он был наконец открыт для всеобщего посещения совершеннолетними. Для посещения подростками требуется письменное разрешение родителей. В 2005 году собрание Секретного кабинета было окончательно передано в распоряжение дирекции Национального археологического музея.